# 都靈之斧
都靈之斧（Durin's Axe）是托爾金（J. R. R. Tolkien）奇幻小說的虛構武器。
都靈之斧是矮人都靈部族（Durin's folk）的傳家之寶。都靈之斧是都靈一世（Durin I）所用的戰斧。第三紀元1981年，凱薩督姆（Khazad-dûm）被廢棄後，都靈之斧也被遺棄在凱薩督姆。第三紀元2989年，巴林（Balin）率領的探險隊重新尋獲都靈之斧，但在第三紀元2994年，巴林的探險隊覆亡，都靈之斧再次失蹤。

## 引用
1. 1 2  Guiley & Kraig（2006年），第172页
2. ↑  Foster（2001年），第124页